# Bernard Crespi

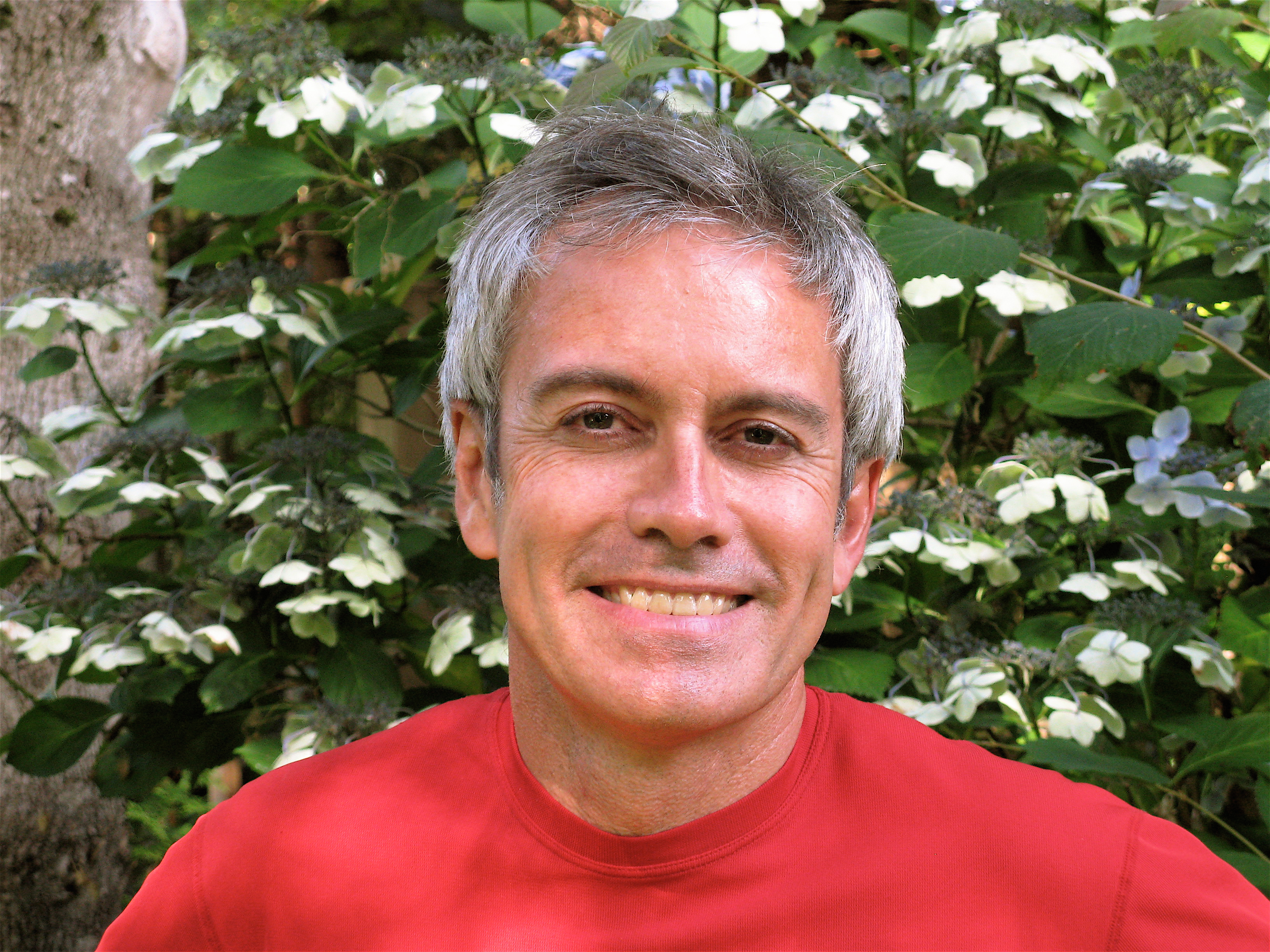
Bernard Crespi

Bernard Joseph Crespi ist ein US-amerikanischer Evolutions- und Soziobiologe. Seit 1992 forscht und lehrt er an der Simon Fraser University.

## Wissenschaftlicher Werdegang
Crespi schloss 1980 ein Bachelorstudium der Biologie an der University of Chicago ab. 1987 folge die Promotion an der University of Michigan, wo er mit William D. Hamilton und Richard D. Alexander zusammengearbeitet hatte. Seine Dissertationsarbeit trug den Titel Behavioral ecology of mycophagous Thysanoptera. Nach Postdoc-Stellen an der University of New South Wales, der University of Oxford und der Cornell University wurde Crespi 1992 Assistant Professor an der Simon Fraser University. Seit 2001 ist er dort Professor. 2010 wurde Crespi zum Fellow der Royal Society of Canada gewählt.

## Werk
In seiner Forschung befasst Crespi sich mit genetischen, ökologischen und phylogenetischen Aspekten der Evolution sozialer Koordination unter Lebewesen. Außerhalb biologischer Fachkreise wurde Crespi vor allem durch die zusammen mit dem Soziologen Christopher Badcock entwickelte Imprinted Brain Theory bekannt, die sich mit der Rolle genomischer Prägung bei der Entwicklung des menschlichen Gehirns auseinandersetzt. Diese besagt unter anderem, dass Autismus und Psychose (inklusive affektiven Störungen und Schizophrenie) entgegengesetzte Extreme desselben Spektrums kognitiver Fähigkeiten darstellen.

## Veröffentlichungen

### Sammelbände
- Mark A. Elgar, Bernard J. Crespi (Hrsg.): Cannibalism: Ecology and Evolution Among Diverse Taxa. Oxford University Press, Oxford 1992, ISBN 0-19-854650-5.
- Jae C. Choe, Bernard J. Crespi (Hrsg.): The Evolution of Mating Systems in Insects and Arachnids. Cambridge University Press, Cambridge 1997, ISBN 0-521-58029-3.
- Jae C. Choe, Bernard J. Crespi (Hrsg.): The Evolution of Social Behaviour in Insects and Arachnids. Cambridge University Press, Cambridge 1997, ISBN 0-521-58028-5.
- Kyle Summers, Bernard J. Crespi (Hrsg.): Human Social Evolution: The Foundational Works of Richard D. Alexander. Oxford University Press, Oxford 2013, ISBN 978-0-19-979175-0.

### Aufsätze (Auswahl)
- Bernard J. Crespi: Causes of assortative mating in arthropods. In: Animal Behaviour. Band 38, Nr. 6, 1989, S. 980–1000, doi:10.1016/S0003-3472(89)80138-1.
- Bernard J. Crespi: Eusociality in Australian gall thrips. In: Nature. Band 359, 1992, S. 724–726, doi:10.1038/359724a0.
- Bernard J. Crespi, Douglas Yanega: The definition of eusociality. In: Behavioral Ecology. Band 6, Nr. 1, 1995, S. 109–115, doi:10.1093/beheco/6.1.109.
- Bernard J. Crespi: The evolution of social behavior in microorganisms. In: Trends in Ecology & Evolution. Band 16, Nr. 4, 2001, S. 178–183, doi:10.1016/S0169-5347(01)02115-2.
- Christopher Badcock, Bernard Crespi: Imbalanced genomic imprinting in brain development: an evolutionary basis for the aetiology of autism. In: Journal of Evolutionary Biology. Band 19, Nr. 4, 2006, S. 1007–1032, doi:10.1111/j.1420-9101.2006.01091.x.
- Christopher Badcock, Bernard Crespi: Battle of the sexes may set the brain. In: Nature. Band 454, 2008, S. 1054–1055, doi:10.1038/4541054a.
- Bernard Crespi, Christopher Badcock: Psychosis and autism as diametrical disorders of the social brain. In: Behavioral and Brain Sciences. Band 31, Nr. 3, 2008, S. 241–261, doi:10.1017/S0140525X08004214.
- Bernard Crespi, Philip Stead, Michael Elliot: Comparative genomics of autism and schizophrenia. In: Proceedings of the National Academy of Sciences. Band 107, 1 (Supplement), 2010, S. 1736–1741, doi:10.1073/pnas.0906080106.